# Benny Hill
Alfred Hawthorne Hill, poznat pod umjetničkim imenom Benny Hill (Southampton, 21. siječnja 1924. – London, 20. travnja 1992.), poznati britanski komičar
Rodio se je kao Alfred Hawthorne Hill 1924. godine. Kad je nastupao, uzeo je za svoje umjetničko ime Benny Hill, u čast svog omiljenog komičara Jacka Bennyja.
Godine 1992. slavnog britanskog televizijskog komičara Bennyja Hilla policija nalazi mrtvog u njegovoj londonskoj kući. Istražitelj je izjavio da nije uočena nikakva sumnjiva okolnost, pa zaključuje da je Hill umro prirodnom smrću, da nije umoren. Hill je prije smrti pred novinarima smišljao šale o svojim problemima sa srcem, zbog kojih je dva puta prebačen u bolnicu, te govorio da mu liječnici nisu prepisali nikakav lijek, osim "da bude što dalje od ljepotica".
Benny Hill je bio jedan od najslavnijih britanskih televizijskih komičara posljednjih tridesetak godina. Njegove emisije (The Benny Hill Show) imale su milijunsku publiku, iako kritičari nisu bili naklonjeni njegovu ponešto vulgarnom i jednoličnom humoru. Na početku su taj humor prihvaćali samo Britanci, a tek osamdesetih godina stekao je veću popularnost i izvan granica svoje domovine.
Među svoje obožavatelje imao je mnoge poznate osobe. Snoop Dogg je jednom izjavio da je način na koji je spajao pjesme s humorom "bio ispred svog vremena" te da bi ga rado glumio u biografskom filmu "pa ako treba obojio bi lice u bijelo". Obojici je svojstveno da su ih napadale feministice.